# Ventopelita leucocheilus
Ventopelita leucocheilus är en snäckart som först beskrevs av Cox 1868.  Ventopelita leucocheilus ingår i släktet Ventopelita och familjen Camaenidae. Inga underarter finns listade i Catalogue of Life.